# Disulfure de sélénium
Le disulfure de sélénium (SeS2) est un sel composé de soufre et de sélénium. Le composé est aussi appelé bisulfure et sulfure de sélénium(IV). Le soufre et le sélénium catènent (forment des chaînes et des cycles) facilement, et ces mélanges de sélénium et de soufre forment de nombreux « alliages ». Ce composé est analogue au dioxyde de soufre.

## Composition chimique

Structure du 1,2,3-Se_{3}S_{5}

Le disulfure de sélénium a une composition approximativement égale à SeS2 et est parfois appelé sulfure de sélénium. Cependant, dans ses utilisations courantes, ce n'est pas un composé chimique pur mais un mélange de divers composés du soufre et du sélénium où le ratio global Se:S est de 1:2. Ces composés sont des cycles Se–S contenant un nombre variable d'atomes de S et de Se, SenS8−n.

## Propriétés pharmacologiques
C'est un excellent antimycosique actif sur le Pityrosporum orbiculare.

## Indications thérapeutiques
- Traitement de la mycose Pityriasis versicolor.
- Traitement de la dermatite séborrhéique.

## Effets secondaires
- Le sulfure de sélénium peut parfois entraîner une inflammation cutanée.
- Il présente des risques d'effets sur la descendance ; en revanche, il n'entraîne pas de pharmacodépendance.

## Instructions d’utilisation
- Applications locales d'une solution à 2,5 %.
- Laisser en place quelques minutes puis rincer abondamment.
- Ne pas appliquer sur les plaies.
- Éviter les muqueuses et les yeux.

## Divers
Le sulfure de sélénium fait partie de la liste des médicaments essentiels de l'Organisation mondiale de la santé (liste mise à jour en avril 2013).